# Spinoloricus
Spinoloricus là một chi của ngành Loricifera. Nó chỉ chứa hai loài là S. turbatio, mô tả vào năm 2007, và loài Spinoloricus cinziae, đã mô tả vào năm 2014.